# أكسيداز أحادي الأمين B
أكسيداز أحادي الأمين B (بالإنجليزية: Monoamine oxidase B
)‏، المعروف اختصارًا MAOB، هو إنزيم يرمزه الجين MAOB عند البشر.
ينتمي البروتين المشفر بواسطة هذا الجين إلى عائلة فلافين أكسيداز أحادي الأمين. هو إنزيم موجود في الغشاء الخارجي للميتوكوندريا. يحفز نزع الأمين التأكسدي للأمينات الحيوية والأجينية ويلعب دورًا مهمًا في تقويض الأمينات النشطة في الأعصاب والأوعية الدموية في أنسجة الجهاز العصبي المركزي والطرفي مثل الناقل العصبي دوبامين. هذا البروتين يحط بشكل تفضيلي بنزيلامين وفينيثيلامين. على غرار أحادي أوكسيديز A (MAOA)، فإنه يُحَلِّل أيضًا الدوبامين على الرغم من أن بعض الأبحاث الجديدة تتعارض مع هذا، وتقترح أن ذلك الإنزيم لا يؤدي مباشرة إلى تحلل الدوبامين، ولكنه مسؤول عن تخليق حمض الغاما-أمينوبيوتيريك

## البنية
يملك أكسيداز أحادي الأمين B تجويفا ثنائيا ممتدا كارها للماء، ويشغل (بالنسبة للهيئة «المفتوحة») حجما مجملا قدره 700 أنغستروم. يملك أكسيداز أحادي الأمين A البشري
(hMAO-A) تجويفا مفردا له شكل أكثر كرويةً وهو أكبر حجما من «تجويف الركيزة» الخاص بأكسيداز أحادي الأمين B البشري (hMAO-B).
سُمي التجويف الأول لـhMAO-B بتجويف الدخول (290 أنغستروم3)، والثاني (~390 أنغستروم3) بتجويف الركيزة أو تجويف الموقع النشط، وبينهما السلسلة الجانبية الخاصة بالحمض الأميني إيزوليوسين رقم 199 والتي تعمل كبوابة. ويمكنها أن تتواجد على الهيئة المفتوحة أو المغلقة حسب الركيزة أو المثبط المرتبط، وهو ما اتضح أنه مهم لتحديد وتعريف اختصاصية التثبيط لـhMAO-B. يوجد في نهاية تجويف الركيزة تميم الإنزيم ثنائي نيوكليوتيد الفلافين والأدينين (FAD) مع مواقع مفضِّلة لارتباط الأمين، وحول الفلافين توجد جزيئتي تيروسين (رقم 398 و435) شبه متوازيتين تشكلان ما سُمي بالقفص العطري.

## الفروقات بين MAOA وMAOB
أكسيداز أحادي الأمين A ‏(MAO-A) له دور في استقلاب التيرامين، يمكن أن ينتج عن تثبيط -وبشكل خاص التثبيط غير القابل للعكس- الـMAO-A تأثير رفع ضغط خطير حين تُستهلك أطعمة تحتوي على كميات كبيرة من التيرامين مثل الأجبان (المعروف عاميا «بتأثير الجبن»). لـMAO-A دور في استقلاب السيروتونين، النورإبينفرين والدوبامين، بينما يستقلب أكسيداز أحادي الأمين A ‏(MAO-B) الناقل العصبي دوبامين. ‏ MAO-B هو إنزيم يتواجد في الغشاء الخارجي للمتقدرة ويحفز أكسدة النواقل العصبية أريل ألكيل أمين [الإنجليزية].
في العادة، يؤكسد أكسيداز أحادي الأمين A التيرامين، النورإبينفرين، السيروتونين، والدوبامين (وبعض المركبات الكيميائية الأخرى التي أهميتها السريرية أقل). بالمقابل يؤكسد أكسيداز أحادي الأمين B بشكل أساسي الدوبامين (وبعض المركبات الكيميائية الأخرى التي أهميتها السريرية أقل). تُستخدم الفروقات في انتقائية أو اختصاصية الإنزيمين للركائز عند معالجة أمراض محددة: فعادة ما تُستعمل مثبطات أكسيداز أحادي الأمين A في علاج الاكتئاب، ومثبطات أكسيداز أحادي الأمين B في علاج مرض باركنسون. يمكن أن تسبب مثبطات MAOA/B معا غير المتخصصة مشاكلا حين يتم تناولها في نفس الوقت مع أطعمة تحتوي على التيرامين مثل الجبن، لأن تثبيط العقار لـMAOA يسبب ارتفاعا خطيرا لمستويات التيرامين في المصل والذي يمكن أن يؤدي إلى أعراض ارتفاع ضغط الدم. المثبطات المتخصصة بـMAOB لا تسبب هذا المشكل لأنها تثبط MAOB بشكل انتقائي والذي يستلقب الدوبامين في معظم الحالات. حين يُثبط MAOB عندها يتوفر المزيد من الدوبامين من أجل وظيفة عصبية سليمة، خاصة في مرض باركنسون.

## أدواره في الأمراض والتشيخ
يرتبط كل من مرض الزهايمر ومرض باركنسون بالمستويات المرتفعة من MAO-B في الدماغ. يؤدي النشاط الطبيعي لهذا الأمين إلى تكوين مركبات الأكسجين التفاعلية، والتي تدمر الخلايا بشكل مباشر. لقد عُثر على مستويات من الMAO-B متزايدة مع تقدم العمر، مما يشير إلى دور في التدهور المعرفي المرتبط بالعمر الطبيعي وزيادة احتمالية الإصابة بأمراض عصبية في وقت لاحق من الحياة.ت م ربط الأشكال المتعددة الأكثر نشاطًا لجين MAO-B بالعاطفة السلبية، ويُشتبه في أنها عامل أساسي في الاكتئاب.تم أيضًا ربط الإفراط في التعبير وزيادة مستويات MAO-B في الدماغ بتراكم Aβ ، من خلال آليات سلائف بروتين الأميلويد، γ-secretase ، المسؤولة عن تكوين اللويحات، التي لوحظت في مرض الزهايمر وباركنسون.

## مثبطات انتقائية

جيبارفارين

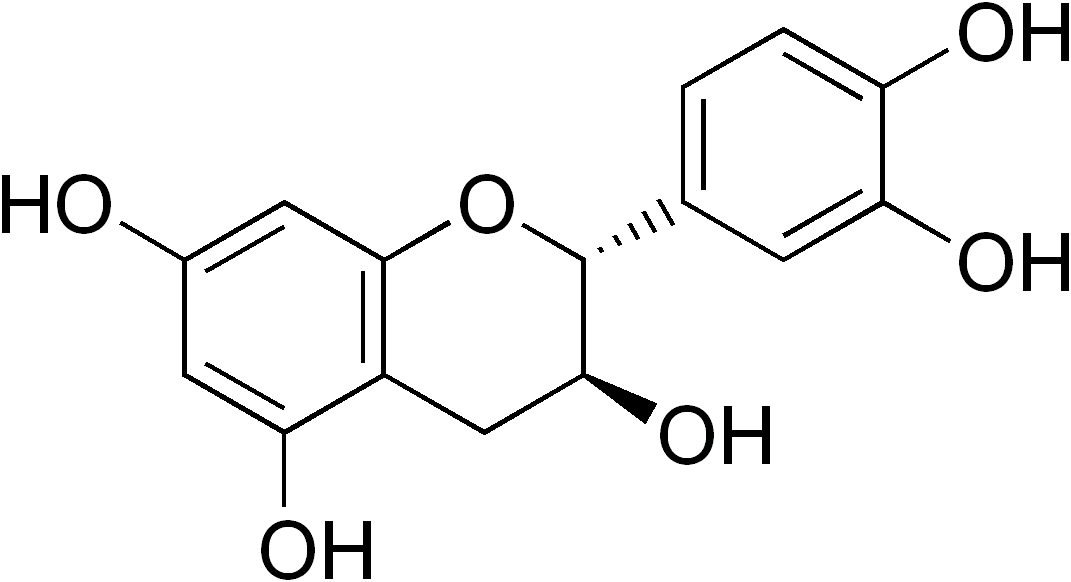
(+)-كاتيشين